# Багіров Кямран Мамедович
Кямра́н Мамедович́́ Багіров (азерб. Kamran Bağırov; 24 січня 1933, місто Шуша — 25 жовтня 2000, місто Баку) — радянський партійний і державний діяч. 1-й секретар ЦК КП Азербайджану. Член ЦК КПРС у 1986—1989 роках. Депутат Верховної ради Азербайджанської РСР 8—11-го скликань. Депутат Верховної Ради СРСР 9-го і 11-го скликань.

## Біографія
Народився в родині службовця. Трудову діяльність розпочав у 1949 році слюсарем газової контори в місті Баку.
У 1957 році закінчив Азербайджанський політехнічний інститут в місті Баку.
У 1958—1960 роках — асистент, старший викладач, заступник декана будівельного факультету, аспірант Азербайджанського політехнічного інституту.
У 1960—1968 роках — заступник начальника відділу, заступник керуючого тресту «Оргтехбуд», заступник керуючого тресту «Промбудмеханізація» Міністерства будівництва Азербайджанської РСР.
Член КПРС з 1961 року.
У 1968—1971 роках — заступник завідувача відділу будівництва і комунального господарства Ради міністрів Азербайджанської РСР.
У 1971—1974 роках — завідувач відділу будівництва та міського господарства ЦК КП Азербайджану.
У 1974—1978 роках — 1-й секретар Сумгаїтського міського комітету КП Азербайджану.
У 1976 році закінчив Заочну Вищу партійну школу при ЦК КПРС.
У липні 1978 — грудні 1982 року — секретар ЦК КП Азербайджану.
3 грудня 1982 — 21 травня 1988 року — 1-й секретар ЦК КП Азербайджану. Після початку подій у Нагорному Карабаху 1988 року його замінив Абдул-Рахман Везіров.
З травня 1988 року — персональний пенсіонер союзного значення.

## Нагороди і звання
- орден Леніна (1984)
- орден Жовтневої Революції (1980)
- орден Трудового Червоного Прапора
- орден «Знак Пошани»
- медалі